# Тимошівська сільська рада (Кам'янський район)
Тимо́шівська сільська́ ра́да — адміністративно-територіальна одиниця та орган місцевого самоврядування в Кам'янському районі Черкаської області. Адміністративний центр — село Тимошівка.

## Загальні відомості
- Населення ради: 830 осіб (станом на 2001 рік)

## Населені пункти
Сільській раді підпорядковані населені пункти:
- с. Тимошівка

## Склад ради
Рада складається з 12 депутатів та голови.
- Голова ради: Бадрак Григорій Вікторович

### Керівний склад попередніх скликань
| Прізвище, ім'я, по батькові | Основні відомості                                                         | Дата обрання | Дата звільнення |
| --------------------------- | ------------------------------------------------------------------------- | ------------ | --------------- |
| Бадрак Григорій Вікторович  | Сільський голова, 1959 року народження, освіта вища, член Народної партії | 26.03.2006   | 31.10.2010      |
| Бадрак Григорій Вікторович  | Сільський голова, 1959 року народження, освіта вища, член Партії регіонів | 31.10.2010   |                 |

Примітка: таблиця складена за даними сайту Верховної Ради України

### Депутати
За результатами місцевих виборів 2010 року депутатами ради стали:

#### За суб'єктами висування
| Суб'єкт висування              | Кількість обраних депутатів | %    |
| ------------------------------ | --------------------------- | ---- |
| Самовисування                  | 8                           | 66,7 |
| Народна партія                 | 1                           | 8,3  |
| Партія регіонів                | 1                           | 8,3  |
| Партія «Соціалістична Україна» | 1                           | 8,3  |
| Соціалістична партія України   | 1                           | 8,3  |

#### За округами
| № округу                       | Прізвище, ім'я, по батькові   | Дата визнання обраним | Освіта             | Партійна приналежність                                                                       | Відомості про обраного депутата                                    |
| ------------------------------ | ----------------------------- | --------------------- | ------------------ | -------------------------------------------------------------------------------------------- | ------------------------------------------------------------------ |
| Народна Партія                 |                               |                       |                    |                                                                                              |                                                                    |
| 3                              | Лікаренко Анатолій Михайлович | 01.11.2010            | середня спеціальна | член Народної партії                                                                         | тимчасово не працює                                                |
| Партія регіонів                |                               |                       |                    |                                                                                              |                                                                    |
| 10                             | Юрченко Тетяна Петрівна       | 01.11.2010            | вища               | член Партії регіонів                                                                         | Тимошівська сільська рада, техпрацівник                            |
| Партія «Соціалістична Україна» |                               |                       |                    |                                                                                              |                                                                    |
| 12                             | Даліба Галина Олександрівна   | 01.11.2010            | вища               | член Партії «Соціалістична Україна»                                                          | пенсіонер                                                          |
| Соціалістична партія України   |                               |                       |                    |                                                                                              |                                                                    |
| 9                              | Коркач Тетяна Петрівна        | 01.11.2010            | середня спеціальна | позапартійна                                                                                 | Тимошівська загальноосвітня школа, двірник                         |
| Самовисування                  |                               |                       |                    |                                                                                              |                                                                    |
| 1                              | Лаптєва Тамара Василівна      | 01.11.2010            | середня спеціальна | позапартійна                                                                                 | пенсіонер                                                          |
| 2                              | Музиченко Сергій Миколайович  | 01.11.2010            | середня спеціальна | член Всеукраїнської Чорнобильської Народної Партії «За добробут та соціальний захист народу» | ДП «Кам'янське лісове господарство», майстер лісу                  |
| 4                              | Власенко Зоя Борисівна        | 01.11.2010            | середня            | позапартійна                                                                                 | ДП «Кам'янське лісове господарство», верстатник переробки деревини |
| 5                              | Власенко Віктор Володимирович | 01.11.2010            | середня спеціальна | позапартійний                                                                                | ДП «Кам'янське лісове господарство», водій                         |
| 6                              | Бойко Сергій Іванович         | 01.11.2010            | середня спеціальна | позапартійний                                                                                | ФГ, голова                                                         |
| 7                              | Коваленко Олексій Андрійович  | 01.11.2010            | середня спеціальна | позапартійний                                                                                | ТОВ «Ермій», слюсар-наладчик                                       |
| 8                              | Солонько Любов Григорівна     | 01.11.2010            | вища               | позапартійна                                                                                 | Тимошівська сільська рада, головний бухгалтер                      |
| 11                             | Погорілий Юрій Андрійович     | 01.11.2010            | вища               | позапартійний                                                                                | Тимошівська загальноосвітня школа, директор                        |